# Río Peñas Blancas
El río Peñas Blancas es un río de Costa Rica, perteneciente a la sub-vertiente norte de la vertiente del mar Caribe. Sus principales afluentes son los ríos Fortuna y Burro. Vierte sus aguas en el río San Carlos. Al igual que otros ríos de la Región Huetar Norte de Costa Rica, nace en la cordillera Volcánica Central, y discurre por las llanuras de San Carlos hasta desembocar en dicho río. 
El río está situado en una zona de alta precipitación, sin estación seca definida, con menos lluvia en marzo y abril. La parte alta de la cuenca se encuentra cubierta en un 95% por bosques bajo protección, principalmente por el Bosque de los Niños y la Reserva biológica Bosque Nuboso Monteverde. En la parte media y baja de su cuenca se realizan diversas actividades agropecuarias. Cercano a la turística ciudad de La Fortuna, posee secciones de rápidos donde se practica el balsismo, así como zonas navegables donde se realizan paseos en bote para observar el paisaje, la flora y la fauna de la región. En 2014, la cadena internacional de noticias CNN destacó el tour nocturno en balsa por el río Peñas Blancas entre las 10 mejores aventuras nocturnas del mundo. Como es un río caudaloso, también se utiliza para la producción de energía hidroeléctrica mediante la represa Hidroeléctrica Peñas Blancas y el proyecto hidroeléctrico Pocosol.